# Списак високих школа у Србији
На територији Србије се налазе следеће високе школе:

## Академских студија
Београд
- Висока техничка школа академских студија

Чачак
- Академија за пословну економију

## Струковних студија
Алексинац
- Висока школа за васпитаче струковних студија

Аранђеловац
- Висока технолошка школа струковних студија

Београд
- Београдска академија пословних и уметничких струковних студија
- Висока бродарска школа академских студија
- Висока грађевинско-геодетска школа
- Висока железничка школа струковних студија
- Висока здравствена школа струковних студија
- Висока здравствено-санитарна школа струковних студија
- Висока школа за информационе и комуникационе технологије
- Висока текстилна струковна школа за дизајн, технологију и менаџмент
- Висока техничка школа струковних студија
- Висока туристичка школа струковних студија
- Висока хотелијерска школа струковних студија
- Висока школа електротехнике и рачунарства струковних студија
- Висока школа струковних студија за информационе технологије
- Висока инжењерска школа струковних студија „Техникум Таурунум”

Блаце
- Висока пословна школа струковних студија

Ваљево
- Висока пословна школа струковних студија

Врање
- Висока школа примењених струковних студија

Вршац
- Висока струковна васпитачка и медицинска школа

Звечан
- Висока техничка школа струковних студија

Зрењанин
- Висока техничка школа струковних студија

Крагујевац
- Висока техничка школа струковних студија

Крушевац
- Академија васпитачко-медицинских струковних студија – Одсек техничко-технолошких студија
- Висока пословна школа струковних студија „Проф. др Радомир Бојковић”

Лепосавић
- Висока економска школа струковних студија „Пећ”
- Висока техничка школа струковних студија

Лесковац
- Висока пословна школа струковних студија
- Висока струковна школа за текстил

Ниш
- Висока техничка школа струковних студија
- Висока школа струковних студија за криминалистику и безбедност

Нови Сад
- Висока пословна школа струковних студија
- Висока техничка школа струковних студија
- Висока школа струковних студија за образовање васпитача

Прокупље
- Топличка академија струковних студија

Пожаревац
- Висока техничка школа струковних студија

Сремска Митровица
- Висока школа струковних студија за васпитаче и пословне информатичаре

Суботица
- Висока техничка школа струковних студија
- Висока школа струковних студија за образовање васпитача и тренера

Трстеник
- Висока техничка машинска школа струковних студија

Ћуприја
- Академија васпитачко-медицинских струковних студија

Ужице
- Висока пословно-техничка школа струковних студија

Чачак
- Висока школа техничких струковних студија

Шабац
- Академија струковних студија
- Висока медицинска и пословно-технолошка школа струковних студија
- Висока школа струковних студија за васпитаче